# گاندلی
گاندلی (به انگلیسی: Gundolli) یک روستا در منطقه بلگایوم در جنوب ایالت کارناتاکای هند است.